# 巨勢豊人
巨勢 豊人（こせ の とよひと）は、奈良時代の官人・歌人。字は正月麻呂（むつきまろ）。姓は朝臣。官職は大舎人。

## 記録
『万葉集』に以下の歌が一首、収録されている。
土師水通という大舎人の同僚に、巨勢斐太島村の息子の顔が色黒だということで、比較されてあざ笑った歌を詠まれたのに返して、
と詠んで笑い返した、ということである。